# Louis Rambaud
Louis Rambaud est un homme politique français né le 19 septembre 1883 à Sigournais (Vendée) et mort le 22 mai 1944 aux Clouzeaux (Vendée)
Médecin, il est maire des Clouzeaux à partir de 1925, puis conseiller d'arrondissement en 1931. Il est élu sénateur de la Vendée lors d'une élection partielle en juillet 1933. En juillet 1940, il vote les pleins pouvoirs à Pétain et se retire de la vie politique.

## Sources
- « Louis Rambaud », dans le Dictionnaire des parlementaires français (1889-1940), sous la direction de Jean Jolly, PUF, 1960 [détail de l’édition]